# Математичне відділення Фізико-технічного інституту низьких температур імені Б. І. Вєркіна НАН України
Математичне відділення Фізико-технічного інституту низьких температур імені Б. І. Вєркіна НАН України  — входить до складу установ Відділення математики НАН України , один з провідних українських математичних центрів, де реалізуються фундаментальні дослідження з математики.
Основні напрямки досліджень Відділення:
- математична фізика;
- диференціальні рівняння;
- геометрія;
- теорія функцій та функціональний аналіз.

## Історія
Формально Математичне відділення Фізико-технічного інституту низьких температур було засновано постановою Президії АН УРСР від 5 жовтня 1987 р. 
Але математичні відділи з'явилися у Інституті майже одночасно із його заснуванням у 1960 році.
На той час у склад у складі інституту було 5 математичних відділів:
- теорії функцій, керівник  Ахієзер, Наум Ілліч;
- математичної фізики, керівник  Марченко, Володимир Олександрович;
- геометрії, керівник  Погорєлов, Олексій Васильович;
- прикладної математики (з 1962 р.), керівник  Мишкіс, Анатолій Дмитрович;
- функціонального аналізу та обчислювальної математики (з 1963 р.), керівник  Глазман, Ізраїль Маркович.

У математичних відділах інституту у різний час працювали та працюють такі відомі математики, як 
Ю. А. Амінов, 
О. А. Борисенко, 
В. Г. Дрінфельд,
О. Е. Єременко,
Б. Я. Левін, 
А. Д. Мілка, 
Й. В. Островський,
Л. А. Пастур, 
Л. І. Ронкин,
Ф. С. Рофе-Бекетов,
М. Л. Содін, Г. М. Фельдман, 
Є. Я. Хруслов,  
М. В. Щербина та інші. 
У  1990 році В. Г. Дрінфельд, який працював у Відділенні в період з 1981 по 1999 роки, отримав Медаль Філдса. 

## Керівники відділення
- Пастур Леонід Андрійович — 1987—1998 рр.
- Хруслов Євген Якович — 1998—2012 рр.
- Фельдман Геннадій Михайлович — з 2012 року.

## Структура відділення
- відділ математичної фізики
- відділ диференціальних рівнянь і геометрії
- відділ теорії функцій

## Видавнича діяльність
З 2005 чотири рази на рік видається 
«Журнал математичної фізики, аналізу, геометрії»  (до 2005 р. мав назву «Математическая физика, анализ, геометрия»). Індексується провідними світовими реферативними та наукометричними базами даних.